# Radionavigeringsnämnden
Radionavigeringsnämnden (RNN) är en intresseförening inom radionavigeringsområdet. Det är en icke kommersiell organisation med medlemmar från myndigheter och andra offentliga organisationer, privata företag och enskilda personer med intresse inom radionavigeringsområdet.
Under de senaste åren domineras radionavigeringen helt av satellitbaserade navigeringssystem, till exempel GPS, Glonass och Galileo. Radionavigeringsnämndes verksamhet har följt denna utveckling och inriktar sig även på de närliggande områdena positionering och tidhållning. Dessa tre, positionering, navigering och tidhållning, brukar skrivas samman som PNT.
Radionavigeringsnämnden arrangerar regelbundet seminarier kring frågor som berör radionavigering.